# Haagenti

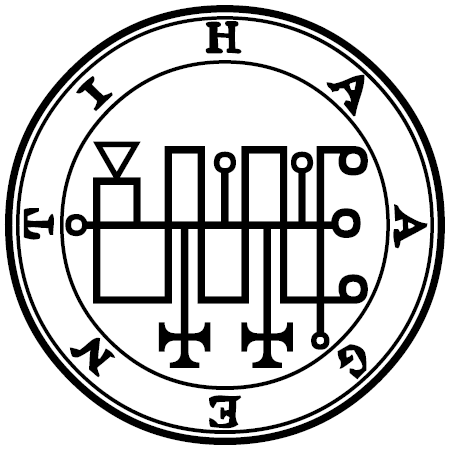
Sello de Haagenti; Libro de la goecia del rey Salomón (1904)

En mitología demoníaca, Haagenti gran presidenta de los infiernos, según se describe en el libro de magia titulado Grimorio y en el Ars Goetia.
Se le representa como un monstruo espantoso con la forma de dragón o como un toro con alas de grifo sin embargo su forma verdadera es femenina apareciendo como una mujer de rasgos felinos y ojos como los de un gato viene acompañada de muchos gatos ya que para ella son sagrados, es la razón por la cual esta relacionada con la Diosa egipcia de los gatos, Bastet. Bajo sus enseñanzas los hombres se vuelven sabios. Conoce todos los secretos del hermetismo, la transmutación del agua en vino y viceversa, de los metales en oro, instruye sobre el libertinaje y el crimen.
Otros nombres: Hagenti, Hegenit o Hagenith.